# Aït R'zine
Aït R'zine (în arabă آيت أرزين) este o comună din provincia Bejaia, Algeria.
Populația comunei este de 14.563 de locuitori (2008).